# Глєбовський Георгій Миколайович
Георгій Миколайович Глєбовський (нар. 4 квітня 1912, місто Санкт-Петербург, тепер Російська Федерація — покінчив життя самогубством 20 січня 1958, місто Москва) — радянський державний діяч, директор Уральського заводу важкого машинобудування імені Серго Орджонікідзе. Кандидат у члени ЦК КПРС у 1956—1958 роках.

## Життєпис
У 1934 році закінчив Уральський металургійний інститут у місті Свердловську, інженер-металург.
У 1934—1954 роках — майстер, технолог, заступник начальника, начальник термічного цеху, головний металург, заступник головного інженера Уральського заводу важкого машинобудування імені Серго Орджонікідзе («Уралмашзаводу») в місті Свердловську.
Член ВКП(б) з 1940 року.
У 1946 році закінчив Академію зовнішньої торгівлі.
22 липня 1954 — 20 січня 1958 року — директор Уральського заводу важкого машинобудування імені Серго Орджонікідзе («Уралмашзаводу») в місті Свердловську.
Покінчив життя самогубством 20 січня 1958 року під час відрядження в Москві. Похований в Москві.

## Нагороди
- орден Червоної Зірки
- медалі